# 兰屿土沉香
兰屿土沉香（学名： Excoecaria kawakamii；達悟語：Kamanpopo）为大戟科土沉香屬（中國大陸列入海漆属）下的一个种。
1913年，日本植物學家早田文藏為時任台灣總督府博物館初代館長的植物學家川上瀧彌表彰成就，蘭嶼土沉香之學名 Excoecaria kawakamii Hayata 以『川上』之英文譯名 kawakamii 為名。後來收錄於台灣植物誌第二版。
別名：蘭嶼土沉香

，川上氏土沉香、印度稱「瞎眼樹」、漆樹

## 原產地與分佈
原產地：臺灣特有種，特產臺灣蘭嶼與綠島。
分佈：蘭嶼土沉香生長在山地雨林及海崖樹叢一帶，為嗜光性耐旱植物，以朗島及東清海岸附近的安山集塊岩較為常見。而在椰油、漁人及紅頭這一面的海岸則甚少見，是何原因，有待進一步加以調查。

## 用途
- 庭圓觀賞及防風定沙樹種[4]：蘭嶼土沉香枝葉茂密，適合於濱海地區種植，為防風定砂樹種庭植，亦可為添景樹或高綠籬。
- 民俗植物[4]：雅美掛其枝條於胸前可以驅魔。

## 植物描述
- 莖[4]：灌木或小喬木，高可達 5 公尺，徑 10~15 公分；枝條細長，直立，光滑無毛；全株會分泌白色乳汁，具酸性化學物質，不小心碰觸後對皮膚會產生過敏現象。
- 葉：葉單生，互生，但多數叢生於小枝條的先端，倒卵狀倒披針形或倒卵狀橢圓形，長 10~20 公分，寬 3~5 公分，先端鈍或圓，基部漸狹，革質，全緣及邊緣略向後反捲，表裡兩面皆光滑無毛，中肋於表面凹下而於背面隆起，表面光滑無毛，背面淡綠色；葉柄長 1.5~2 公分，光滑無毛。
- 花[4]：花單性或兩性，多數，雌雄同株或異株，聚集成頂生、基部分枝或簇生的穗狀花序；花序長 8~12 公分，直立；花序上部為雄花，兒下部為雌花；雄花：苞片闊卵形，長0.15 公分，寬 0.13 公分，先端短尾狀；萼片 3 枚，長橢圓狀三角形，長 0.1~0.15 公分，先端漸狹尾狀，邊緣有少數鋸齒；雄蕊 3 枚，花絲長約 0.1 公分，光滑無毛，花藥腎形，長約 0.1 公分；雌花：苞片與雄花相同；萼片心狀圓形，長 0.15 公分，先端銳尖；子房卵形，3 室，長 0.15 公分；花柱厚，三裂；柱頭三枚，反捲。花期 3~5 月。
- 果實：果實為蒴果，球形，逕約 1~1.5 公分，成熟後作縱向三瓣開裂。

## 特性
常綠小喬木，為陽性樹種，喜日照強、通風和溫暖多濕環境。全株會分泌白色乳汁，具酸性化學物質，不小心碰觸後對皮膚會產生過敏現象。
單葉、互生，呈倒卵狀披針形、革質，常叢生於枝條頂端。
穗狀花序、頂生，具雌雄同株或異株兩型，較特別的是雌雄同株時，雄花在花軸的上端而雌花在下端，雌花與雄花均為淡黃色。
蒴果球形，成熟後做縱向開裂，子房有三室。
蘭嶼土沉香喜愛高溫濕潤環境，是用作海岸林或綠籬的優良樹種。

## 扩展阅读
- 維基物種上的相關：兰屿土沉香